# بانک همکاری بین‌المللی ژاپن
بانک همکاری بین‌المللی ژاپن (انگلیسی: Japan Bank for International Cooperation) شرکت دولتی خدمات مالی و بانکداری ژاپنی است، که در سال ۱۹۹۹ تأسیس شد.